# Friedrich Bayer (Politiker, 1828/1829)
Friedrich Bayer (* im 19. Jahrhundert in Wahlrod; † 28. Mai 1909 ebenda) war ein deutscher Landwirt und Bürgermeister sowie Mitglied des Provinziallandtages der Provinz Hessen-Nassau.

## Leben
Friedrich Bayer war Landwirt,  betrieb in seinem Heimatort einen Krämerladen und übte mit Beginn der 1860er Jahre in Wahlrod das Amt des Gemeindevorstehers aus.
1873 erhielt er in dieser Funktion an Stelle des Abgeordneten Heinrich Bierbrauer ein Mandat für den Nassauischen Kommunallandtag bzw. für den Provinziallandtag der preußischen Provinz Hessen-Nassau.  
Mit Jahresbeginn 1876 wurde er Bürgermeister des Ortes und übte dieses Amt bis zu seinem Tod aus. 
Von 1894 bis 1909 hatte er einen Sitz im Kreistag des Oberwesterwaldkreises. 